# Fearless (album)
A Fearless Taylor Swift amerikai énekesnő-dalszerző második stúdióalbuma, amely 2008. november 11-én jelent meg a Big Machine Records gondozásában.
Az albumon főleg country hallható, ezzel nagyon hasonlít a 2006-ban megjelent, önmagáról elnevezett Taylor Swift nevű albumára. A country-pop hangzást klasszikus hangszerekkel éri el, mint a bendzsó, mandolin és akusztikus gitár, elektromos gitárral párosítva. Az albumot Swift tinédzserkori érzései ihlették, és a szerelemről, a szomorúságról és a vágyakról szól. A Fearless (Félelem nélkül) cím a teljes album témájára utal, az énekesnő nem fél nyitott lenni a szerelem megpróbáltatásaira.
Az album első lett az amerikai Billboard 200-listán és a Top Country Albums chartson. Az első heten 592 ezer példányban kelt el az Egyesült Államokban, a 2007. novemberi Eagles Long Road Out of Eden óta a legtöbb eladással rendelkező country album. A Fearless 2009-ben lett az első album, amely egymillió példányban kelt el, és ezzel 2009 legkelendőbb albuma lett. 2010 szeptemberében az album hatszoros platina minősítést kapott a RIAA-tól, és több mint 10 millió példányban kelt el.
Az első kislemez, a Love Story lett Swift első dala, amely az Egyesült Államokon kívül ért el kereskedelmi sikereket. Első lett Ausztráliában, második az Egyesült Királyságban és harmadik Új-Zélandon. A harmadik kislemez az albumról, a You Belong With Me lett a Fearless legnagyobb slágere, ugyanis második lett a Billboard 100-on. A Fearless a Billboard 200-on 11,  a Billboard Top Country Albumson pedig 35 hétig volt. 2009 október 26-odikán az album még egyszer ki lett adva Fearless: Platinum Edition néven.
Az 52 Grammy- díjátadón a Fearless megnyerte a Grammy- díjat az Album of the Year (Az év albuma) és a Best County Album (A legjobb country album) kategóriákban. Az év albuma kategóriában nyert Grammy- díjat az akkor húszéves Swift lett a legfiatalabb ember, aki megnyerte ezt a díjat, kielőzve Alanis Morisettét, aki 21 éves korában nyerte meg ezt a Grammy- díjat Jagged Little Pill című albumával. A Fearless volt az első album is, amely megnyerte az American Music Award (AMA), Academy of Country Music Award (ACM), Country Music Association Award és a Grammyt Az Év Albuma díjat ugyanabban az évben, amellyel a Fearless a country zenetörténet legtöbbet díjazott albuma lett.
Az album nagy részét maga Swift írta, de a szerzők között van Liz Rose, Hillary Lindsey, Colbie Caillat és John Rich is.
A Fearlessből öt kislemez jelent meg, a Love Story és a You Belong with Me a legismertebbek közülük. 2021-ben megjelent az album újrafelvétele, amely a Fearless (Taylor's Version) nevet kapta. Az újrafelvételről nem jelent meg semmilyen kislemez.

## Fordítás
Ez a szócikk részben vagy egészben  a   Fearless (album de Taylor Swift) című román Wikipédia-szócikk ezen változatának fordításán alapul.  Az eredeti cikk szerkesztőit annak laptörténete sorolja fel. Ez a jelzés csupán a megfogalmazás eredetét és a szerzői jogokat jelzi, nem szolgál a cikkben szereplő információk forrásmegjelöléseként.